# دهستان عباس‌آباد
دهستان عباس‌آباد، یکی از دهستان‌های بخش هلیل دشت شهرستان رودبار جنوب در استان کرمان ایران است. مرکز این دهستان، روستای میریخانی است.

## جمعیت
بر پایه سرشماری عمومی نفوس و مسکن در سال ۱۳۹۵، جمعیت دهستان عباس‌آباد برابر با ۶٬۵۵۴ نفر بوده است.